# دانيال دانيس
دانيال دانيس (بالإنجليزية: Daniel Danis)‏ (من مواليد 1986) هو مُخرج سينمائي وصحفي إذاعي من جنوب السودان.

## سيرته الشخصية
أصول دانيال دانيس العرقية هي نصف دينكا ونصف نوير. وُلِد في ما يُعرف الآن بجنوب السّودان لكنه فرّ إلى كينيا في سن السابعة بسبب الحرب الأهلية السودانية الثانية. استقر في مخيم كاكوما للاجئين في كينيا. وفي عام 2000، أي بعد بلوغه سن الرابعة عشرة ، أسس دانيس مجموعة فنية تحمل اسم (بالإنجليزية: Woyee Film and Theatre Industry)‏ بغرض أداء مسرحيات للترفيه عن الشباب في المُخيم. قامت المجموعة بكتابة وتقديم مسرحيات حول مواضيع مثل فيروس نقص المناعة البشرية والعنف المنزلي وحقوق المرأة. جذبت هاته المسرحيات انتباه المُنظمات غير الحكومية، فاستأجرت المجموعة مُنظمة غير حكومية تُسمى (بالإنجليزية: FilmAid International)‏ بغرض إنتاج أفلام تعليمية قصيرة، كما حظيت المجموعة بتدريب على مهارات وأساسيات صناعة الأفلام. بعد انتهاء الحرب في عام 2005، استمرت المجموعة في النمو وحصلت على مكتب لها في جوبا. خصص دانيس وآخرون الأموال التي جنوها من إنتاج الأفلام لوكالات الأمم المتحدة لشراء كاميرات وبرامج تحرير الفيديو. قامت المجموعة بالتناوب بين أعضائها بخصوص أداء الأدوار الرئيسية للمُخرج والمصور والمُمثلين وطاقم العمل بين مختلف الأعضاء.
في عام 2011، أخرج دانيس أول فيلم روائي طويل في تاريخ جنوب السودان حمل عُنوان جميلة. يتحدث الفيلم عن شابة وصديق لها ورجل كبير في السن مُهتم بها. نظرًا لتدمير السينما الوحيدة في جنوب السودان، عُرض الفيلم في مركز ثقافي محلي. وقد حظي بمُشاهدة أكثر من 500 شخص خلال اليوم الأول من عرضه، وكثير منهم لم يُصدقوا أنه من جنوب السودان وأجروا مقارنات بين الفيلم وإنتاجات نوليوود. في عام 2012، ساعد دانيس في إطلاق أول مهرجان سينمائي في جنوب السودان. بحلول عام 2015 ، حضر المهرجان أكثر من 5000 شخص تنوعوا ما بين الطلاب والجمهور.
دانيس أيضًا صحفي إذاعي في إذاعة (بالإنجليزية: Eye Radio)‏ في جوبا، وقد أجرى مُقابلات مع شخصيات بارزة مثل المُدعي العام السابق للمحكمة الجنائية الدولية لويس مورينو أوكامبو، ووزير الخارجية الأمريكي السابق جون كيري. في عام 2017، افتتح دانيس استوديو تسجيل في كمبالا، بغرض الترويج لأعمال الفنانين من جنوب السودان المُقيمين في أوغندا.